# Guido Krafft
Guido Krafft (født 15. december 1844 i Wien, død 21. februar 1907 sammesteds) var en østrigsk agronom. Han var søn af Albrecht Krafft og sønnesøn af Johann Peter Krafft.
Krafft blev 1866 lærer ved landbrugsinstituttet i Ungarisch Altenburg, 1870 docent i jordbrug ved det polytekniske institut i Wien og 1880 professor ved den tekniske højskole dér. Fra 1875 redigerede han "Oesterreichisches landwirtschaftliches Wochenblatt", men gjorde sig et navn frem for alt gennem Lehrbuch der Landwirtschaft auf wissenschaftlicher und praktischer Grundlage (4 bind, 1875–1877; 7. udgave 1899–1903).